# Dioptis stenothyris
Dioptis stenothyris är en fjärilsart som beskrevs av Louis Beethoven Prout 1918. Dioptis stenothyris ingår i släktet Dioptis och familjen tandspinnare. Inga underarter finns listade i Catalogue of Life.